# 모션북
모션북(MotionBook)은 멀티미디어 콘텐츠의 한 형태로, 텍스트 중심의 전자책과 비교하여 멀티미디어와 인터랙션 요소들이 강화된 콘텐츠이다.

## 개요
모션북은 전자책의 발전된 형태라고 할 수 있다.
기존의 전자책은 단말기의 발전에 따라 단순 텍스트에서 시작하여 메모/검색, 일러스트, 오디오 등 그 기능을 확장해 왔지만, 콘텐츠 자체에 있어서는 기존의 서지형 도서를 디지털화하는 것에 그쳤다. 하지만 아이패드의 등장으로 전자책 단말기에 멀티미디어 기능이 크게 강화되었고, 이에 맞추어 전자책에 동영상 등 다양한 멀티미디어를 내세우고 캐릭터 모션/퍼즐/게임 등 인터랙션 요소를 포함한 콘텐츠들이 등장하였다. 이러한 콘텐츠들은 콘텐츠 유형에서 뿐만 아니라 유통 경로에서도 전자책과는 다른 형태를 보이므로, 이를 구분하기 위해 '모션북'이라는 용어가 도입되고 있다.

## 분류
모션북은 전자책과는 달리 각각 하나의 애플리케이션으로 취급되고 있다. 이는 일부만 무료로 배포하는 라이트 버전의 출시 등을 통해 마케팅에서도 이점으로 작용한다.

## 전망
모션북은 기존의 전자책에 비해 개발 비용이 많이 필요하므로 전자책에서 모션북으로의 완전한 시대적 변화는 기대하기 어렵다. 하지만 태블릿 PC의 이용자 수가 증가하고(대한민국 태블릿 PC 판매량 2010년 120만 대, 2012년 300만 대 예상), 콘텐츠의 퀄리티에 대한 사용자의 눈높이가 갈수록 높아지고 있으므로 모션북의 시장성은 희망적이며, 일부 콘텐츠 프론티어들에 의해 고품질의 모션북이 계속 출시될 것으로 전망된다.

## 참고 자료
| 세계 태블릿 PC 수요 전망  |        |        |        |        |
| 기관                      | 2010년 | 2011년 | 2012년 | 2013년 |
| Gartner (2010. 10.)       | 19     | 55     | 103    | 154    |
| JP Morgan (2010. 10.)     | 15     | 36     | 66     | -      |
| BNP Paribas (2010. 9.)    | 15     | 45     | -      | -      |
| Morgan Stanley (2010. 9.) | 15     | 50     | 72     | 85     |

(단위: 백만 대)

## 같이 보기
- 전자책